# تيدي سوندرز
تيدي سوندرز هو لاعب هوكي الجليد كندي، ولد في 29 أغسطس 1911 في أوتاوا في كندا، وتوفي في 21 مايو 2002 في أورورا في كندا.

## وصلات خارجية
- تيدي سوندرز على موقع دوري الهوكي الوطني (الإنجليزية)
- تيدي سوندرز على موقع EliteProspects.com (الإنجليزية)
- تيدي سوندرز على موقع HockeyDB.com (الإنجليزية)
- تيدي سوندرز على موقع Hockey-Reference.com (الإنجليزية)